# Einheitspartei
Als Einheitspartei oder Staatspartei wird die einzige oder zumindest die einzige programmatisch maßgebliche Partei eines Landes bezeichnet, die alle konformen politischen Strömungen eines Landes in sich vereint. Es können – je nach Staat unterschiedlich – daneben zwar noch weitere legale Parteien existieren, diese sind aber in aller Regel in einem Parteienblock der Staatspartei unterworfen und spielen faktisch im Prozess der politischen Entscheidungsfindung keine Rolle. Die Staatspartei ist damit das kennzeichnende und wesentliche Merkmal der Parteidiktatur.
Einheitsparteien nehmen oft für sich in Anspruch, den Willen und die Interessen des gesamten Volkes zu vertreten, und leiten daraus ihren Anspruch auf die alleinige Macht ab. Auch die Notwendigkeit einer „nationalen Einheit“ wird oft als Begründung für das Bestehen eines Einparteienstaates genannt. Solche Parteien bestanden in der Vergangenheit in zahlreichen sozialistischen Staaten. Auch in vielen afrikanischen Staaten entstanden nach der Unabhängigkeit Einheitsparteien, von denen die meisten seither zumindest de jure zu einem Mehrparteiensystem übergegangen sind. In manchen der betreffenden Staaten – wie Kap Verde, Benin und Senegal – gilt dieser Übergang als erfolgreich, während in anderen die ehemalige Einheitspartei weiterhin de facto das politische Geschehen dominiert.
Generell ist es möglich, dass sich die Staatspartei an politischen Idealen orientiert, um bestimmte momentane Gegensätze (Klassen, Ethnien usw.) in sich zu vereinen und diese zu überwinden, sowie dass die Partei in einem autoritären Regime aus dem (auch unfreiwilligen) Zusammenschluss zuvor selbständiger Parteien als entstanden ist wie z. B. die SED der DDR.
Zwischen Einpartei- und Militärregime ist zu unterscheiden, auch wenn die Grenzen zwischen diesen beiden Formen von autokratischen Systemen häufig fließend sind. So schufen sich Militärführer wie Mobutu Sese Seko in Zaire die passende Einheitspartei „von oben“, während in manchen Einpartei-Staaten wie Malawi oder Ruanda das Militär dazu diente, mögliche oppositionelle Bewegungen zu unterdrücken.
Sprachlich handelt es sich um ein Oxymoron, da der Begriff Partei aus dem lateinischen pars (=Teil, Richtung) abgeleitet ist, was der Existenz eines einzigen, einheitlichen und die Gesamtheit repräsentierenden Exemplars widerspricht.

## Gegenwärtig regierende Einheitsparteien
Die nachfolgende Liste führt Länder auf, in denen gegenwärtig eine Einheitspartei an der Macht ist:
- Volksrepublik China: Kommunistische Partei Chinas führt die Politische Konsultativkonferenz des chinesischen Volkes – ohne die beiden Sonderverwaltungszonen Hongkong und Macau.
- Kuba: Kommunistische Partei Kubas
- Eritrea: Volksfront für Demokratie und Gerechtigkeit
- Nordkorea: Partei der Arbeit Koreas (PdAK) führt die Demokratische Front für die Wiedervereinigung des Vaterlandes
- Laos: Laotische Revolutionäre Volkspartei führt die Front lao pour la Construction nationale (deutsch Laotische Front für den nationalen Aufbau)
- Tadschikistan: Volksdemokratische Partei Tadschikistans (de facto)
- Kasachstan: Amanat (de facto)
- Turkmenistan: Demokratische Partei Turkmenistans (de facto)
- Vietnam: Kommunistische Partei Vietnams führt die Front de la Patrie du Viêt Nam (deutsch Vietnamesische Vaterlandsfront)
- Uganda: National Resistance Movement (de facto)

## Ehemalige Einheitsparteien
- Im ehemaligen Ostblock Europas (1945 bis 1989) hatten mehrere Staaten de facto Einheitsparteien, vor allem die sowjetische KPdSU und die SED in der DDR. So wurden unter Stalin alle Oppositionsparteien verboten (siehe KPdSU/Stalinismus), bzw. nach 1945 in vielen Ländern Osteuropas zwangsassimiliert. Soweit nicht-marxistische Parteien im Ostblock existierten, insbesondere in Form von Blockparteien, waren sie für die Gestaltung der Leitlinien der Politik de facto ohne Bedeutung.[6]
  - Sowjetunion (Kommunistische Partei der Sowjetunion) 1920–1990
  - Volksrepublik Bulgarien (Vaterländischen Front unter der Führung der Bulgarischen Kommunistische Partei) 1944–1990
  - Deutsche Demokratische Republik (Sozialistische Einheitspartei Deutschlands) 1949–1990
  - Republik Kuba (Bewegung des 26. Juli) 1959–1961
  - Volksrepublik Polen (Polnische Vereinigte Arbeiterpartei) 1948–1989
  - Rumänien (Nationaldemokratischen Front/Front der Sozialistischen Einheit und Demokratie unter Führung der Rumänischen Kommunistische Partei) 1944–1989
  - Tschechoslowakei (Komunistická strana Československa) 1948–1989
  - Ungarische Volksrepublik (Partei der Ungarischen Werktätigen) 1949–1956; Ungarische Sozialistische Arbeiterpartei 1956–1989

- Auch verschiedene faschistische Staaten bildeten zwischen den 1920er Jahren und 1945 Einheitsparteien heraus:
  - Königreich Italien (Nationale Faschistische Partei) 1926–1943
  - Italienische Sozialrepublik (Republikanische Faschistische Partei) 1943–1945
  - Kaiserreich Japan (Taisei Yokusankai) 1940–1945
  - Deutsches Reich (Nationalsozialistische Deutsche Arbeiterpartei) 1933–1945
  - Unabhängiger Staat Kroatien (Ustascha) 1929–1945
  - Slowakischer Staat (Hlinkova slovenská ľudová strana – Strana slovenskej národnej jednoty) 1939–1945
  - Spanien (Falange Española Tradicionalista y de las JONS unter der Führung der Falange) 1937–1977
  - Österreich (Vaterländische Front) 1934–1938
  - Norwegen (Nasjonal Samling) 1940–1945
  - Portugal (Nationale Union) 1934–1973
  - Königreich Ungarn (Einheitspartei) 1921–1944
  - Königreich Ungarn (Pfeilkreuzler) 1944–1945

- Myanmar/Birma (Union Solidarity and Development Party) dominante Position 2010–2015
- Sozialistische Föderative Republik Jugoslawien (Bund der Kommunisten Jugoslawiens) 1943–1992

- Viele Staaten in Afrika südlich der Sahara waren nach ihrer Unabhängigkeit zeitweise Einparteienstaaten. Mit Ausnahme Eritreas sind sie heute zumindest de jure zu einem Mehrparteiensystem übergegangen.
  - Angola (Movimento Popular de Libertação de Angola – MPLA) 1975–1991
  - Äquatorialguinea (Partido Único Nacional de los Trabajadores 1970–1979; Partido Democrático de Guinea Ecuatorial) 1987–1991
  - Äthiopien (Arbeiterpartei Äthiopiens) 1987–1991
  - Benin (Volksrevolutionäre Partei Benins) 1975–1990
  - Burkina Faso/Obervolta (Alliance pour la Démocratie et la Fédération - Rassemblement Démocratique Africain – ADF-RDA) 1960–1966
  - Burundi (Union für den nationalen Fortschritt – UPRONA) 1966–1993
  - Dschibuti (Rassemblement populaire pour le progrès) 1981–1992
  - Elfenbeinküste (Parti Démocratique de la Côte d'Ivoire – Rassemblement Démocratique Africain PDCI-RDA) 1960–1990
  - Gabun (Parti Démocratique Gabonais) 1968–1990
  - Ghana (Convention People’s Party) 1964–1966
  - Guinea (Parti Démocratique de Guinée–Rassemblement Démocratique Africain) 1958–1984
  - Guinea-Bissau (PAIGC) 1974–1991
  - Kamerun (Cameroon National Union 1966–1985; Rassemblement démocratique du Peuple Camerounais 1985–1990)
  - Kap Verde (PAIGC 1975–1981; Partido Africano da Independência de Cabo Verde 1981–1991)
  - Kenia (Kenya African National Union) 1982–1990
  - Komoren (Union Comorienne pour le Progrès) 1982–1990
  - Kongo-Brazzaville (Nationale Revolutionäre Bewegung) 1964–1968; (Kongolesische Arbeiterpartei) 1969–1990
  - Liberia (True Whig Party) 1878–1980
  - Madagaskar (Avant-garde de la Révolution Malgache – AREMA) 1976–1992
  - Malawi (Malawi Congress Party) 1966–1993
  - Mali (Union Soudanaise-Rassemblement Démocratique Africain) 1960–1968; (Union Démocratique du Peuple Malien) 1979–1991
  - Mauretanien (Parti du Peuple Mauritanien) 1961–1978
  - Mosambik (Frente da Libertação de Moçambique – FRELIMO) 1975–1990
  - Niger (Parti Progressiste Nigérien-Rassemblement Démocratique Africain) 1960–1974; (Mouvement National de la Société de Développement) 1989–1991
  - Ruanda (Parmehutu) 1965–1973; (Mouvement républicain national pour la démocratie et le développement) 1978–1991
  - Rhodesien (Rhodesian Front) 1962–1979
  - Sambia (United National Independence Party – UNIP) 1972–1990
  - São Tomé und Príncipe (Movimento de Libertação de São Tomé e Príncipe) 1975–1990
  - Senegal (Parti Socialiste du Sénégal) 1966–1974
  - Seychellen (Seychelles People’s Progressive Front) 1979–1991
  - Sierra Leone (All People’s Congress) 1978–1991
  - Somalia (Somalische Revolutionäre Sozialistische Partei) 1976–1991
  - Sudan (Sudanesische Sozialistische Union) 1971–1985
  - Tansania (Tanganyika African National Union – TANU 1965–1975; Afro-Shirazi Party – ASP auf Sansibar 1965–1992; TANU und ASP vereinigt zu Chama Cha Mapinduzi 1975–1992)
  - Togo (Rassemblement du peuple togolais) 1969–1991
  - Tschad (Parti Progressiste Tchadien 1962–1973; Mouvement National pour la Révolution Culturelle et Sociale 1973–1975); (Union Nationale pour l’indépendance et la révolution) 1989–1990
  - Uganda (National Resistance Movement – NRM) 1987–2005
  - Zaire (Mouvement Populaire de la Révolution) 1967–1990
  - Zentralafrikanische Republik (Mouvement pour l’évolution sociale de l’Afrique noire – MESAN) 1962–1979; (Union Démocratique Centrafricaine) 1980–1981; (Rassemblement Démocratique Centrafricain) 1985–1991

- Viele arabische Staaten hatten ebenfalls eine Einheitspartei:
  - Ägypten (Arabische Sozialistische Union) 1962–1978
  - Algerien (Nationale Befreiungsfront (FLN)) 1962–1988
  - Irak (Nationale Progressive Front) 1973–1980
  - Sudan (Sudanesische Sozialistische Union) 1971–1985
  - Südjemen (Jemenitische Sozialistische Partei) 1978–1990
  - Syrien (Arabische Befreiungsbewegung) 1951–1954
  - Syrien: Nationale Progressive Front 1972–2024
  - Tunesien (Rassemblement constitutionnel démocratique) 1963–1981

## Namensähnliche Parteien
- Partei der Einheit und des Fortschritts in Guinea
- Partei für Gerechtigkeit, Integration und Einheit für die Volksgruppe der Çamen in Albanien
- Demokratische Partei für Mazedonische Nationale Einheit, christdemokratisch-national.